# Байгоровка
Байго́ровка (рос. Байгоровка) — село у складі Курманаєвського району Оренбурзької області, Росія.

## Населення
Населення — 174 особи (2010; 233 у 2002).
Національний склад (станом на 2002 рік):
- росіяни — 86 %